# Chrzanów (Piccola Polonia)
Chrzanów (in tedesco 1941-1945 Krenau) è un comune urbano-rurale della Polonia meridionale, con 38 989 abitanti nel 2010. È situato nel voivodato della Piccola Polonia dal 1999, mentre in passato aveva fatto parte, con la vecchia suddivisione dei voivodati, al voivodato di Cracovia.
Chrzanów è stata anche sede di uno dei tanti sottocampi del Campo di concentramento di Auschwitz: questo particolare sottocampo era stato fondato da Heinrich Weinberger

## Storia
Chrzanów è una città di origine medievale. Vi sono diverse fonti che collocano la sua edificazione in periodi diversi: alcune la fanno risalire al 1178, altre tra il 1228 e il 1243, altre ancora al 1287. Tuttavia, non vi sono fonti scritte o archeologiche che collochino la sua costruzione ad un periodo specifico.
Chrzanów ottenne i diritti di città nel XIV secolo. La prima menzione che se ne ha in un testo antico risale al 1408.
Chrzanów era priva di mura, di cui non era circondata grazie alla sua posizione strategica tra stagni, foreste e pantano.
La città è stata soggetta all'egemonia di signori privati fino alla seconda guerra mondiale.
Dalla metà del XVI secolo al 1640, Piotr Ligęza, dello stemma Półkozic, ne fu il possessore. Nel XVI secolo la famiglia Ligęza (originaria di Bobrek) le concesse nuovi privilegi.
Dalla fine del XVI a Chrzanów iniziarono ad arrivare le popolazioni ebree.
Nel 1640 Anna Ligęzina vendette la città ad Andrzej Samuel Dębiński, fondatore della cappella di S. Stanislao nella chiesa parrocchiale.
Negli anni 1654–1688 i Grudzińskis furono i proprietari di Chrzanów. 
Durante il diluvio svedese, la città cadde in declino a causa delle devastazioni della guerra. Nel 1688 la città divenne proprietà di Franciszek Stadnicki da Żmigród.
Nel 1740, Chrzanów fu rilevata da Józef Ossoliński che, 23 anni dopo, istituì una commissione speciale per la tutela della città, il cui lavoro contribuì a regolare molti aspetti della vita locale, tra cui la situazione degli ebrei (le cui famiglie nella città erano circa 60). 
La comunità ebraica fu fondata a Chrzanów nel 1745: un cimitero ebraico fu fondato nel 1759 e la prima sinagoga nel 1786.
A seguito della terza spartizione della Polonia (1795), nel 1798 Chrzanów fu annessa dall'Austria alla Galizia occidentale. 
Negli anni 1804-1822 la città fu di proprietà di Albert Kazimierz, il duca di Sassonia e Cieszyn, che la acquistò all'asta. 
Negli anni 1809-1815 Chrzanów faceva parte del Ducato di Varsavia (a cui fa riferimento lo stemma della città) e, dopo il Congresso di Vienna nel 1815-1846, entrò a far parte della Repubblica di Cracovia.
Dal 1822 al 1826, la proprietà passò all'arciduca Karol Ludwik Habsburg (in base a un testamento del 1816), poi dal 1826 al 1856 a Jan Mieroszewski. 
Negli anni 1846-1918 Chrzanów era parte del Granducato di Cracovia, subordinato al Regno di Galizia nell'impero austriaco. Fu allora che fu lanciata la linea ferroviaria che attraversava la città (1856) e si sviluppò il commercio di zinco e minerali di piombo. Gli ultimi acquirenti di Chrzanów nel 1856 furono una compagnia di commercianti di Wrocław: Loewenfeld, Silbergleit e Kuźnicki. Dopo lo scioglimento della società, i discendenti di Loewenfeld governarono la città fino al 1939 (la principale strada pedonale della città - Henryka Avenue - prende il nome da Henryk Loewenfeld). I cittadini di Chrzanów sostenevano, tra gli altri, la rivolta di gennaio (1863-1864) organizzando aiuti per i feriti, gli insorti e i soldati italiani, come Elia Marchetti. 
Nel periodo tra le due guerre, la città apparteneva alla provincia di Cracovia. 
Durante la prima guerra mondiale, furono costruiti due cimiteri di guerra: il cimitero di guerra n. 444 e il cimitero di guerra n. 445. Entrambi i cimiteri contengono le tombe dei soldati morti per malattie infettive nell'ospedale situato a Chrzanów durante la guerra. Vi furono sepolti circa 220 soldati di nazionalità polacca, russa, ceca, slovacca, ungherese, austriaca, bosniaca e croata.
Alla vigilia dello scoppio della Seconda guerra mondiale, Chrzanów si stava preparando. La polizia di stato ha svolto le funzioni di quartier generale militare della città. Il 25 agosto 1939 iniziarono gli scavi di fossati antiaerei. C'era un'area di mobilitazione di battaglioni di 23 divisioni di fanteria nella città. Chrzanów doveva essere difesa dal Gruppo Operativo "Śląsk", parte dell'esercito "Cracovia". Questo raggruppamento comprendeva il 204 ° reggimento di fanteria di riserva, e uno dei battaglioni si chiamava "Chrzanów". Il 4 settembre 1939, durante la ritirata del GO "Śląsk" si scontrò con la 5ª divisione corazzata tedesca nei pressi di Piła Kościelecka. Lo stesso giorno, a mezzogiorno, l'VIII corpo tedesco al comando del generale Ernst Busch prese la città. Con l'inizio dell'occupazione tedesca, Chrzanów e l'Alta Slesia polacca occidentale furono incorporate nel Terzo Reich nel novembre 1939 (sotto il nome Krenau cambiato nel 1941). Il destino della popolazione ebraica fu particolarmente tragico, poiché prima della guerra costituiva circa il 50% della popolazione della città. Nel 1940 a Chrzanów fu fondato un ghetto, che copriva le seguenti strade: Kadłubek, Krzyska, Garncarska, parte di Krakowska, Luszowicka, Balińska e Berka Joselewicza. Fu liquidato nel 1943 e gli ebrei furono trasportati nel vicino campo di concentramento di Auschwitz. 
L'occupazione della città terminò il 25 gennaio 1945 con l'entrata della 59ª e 60ª armata del 1 ° Fronte ucraino dell'Armata Rossa. 
Le vittime durante l'occupazione furono ufficialmente 7.897, e il numero di edifici distrutti fu stimato al 25%. 
Il 27 gennaio, gli attivisti comunisti del PKWN e del Partito dei lavoratori polacchi iniziarono ad organizzare le autorità locali del partito e i consigli nazionali. 
Il 30 gennaio 1945 entrò in funzione il consiglio municipale. Il primo sindaco di Chrzanów dopo la guerra fu Paweł Szarek. Il più grande stabilimento di Chrzanów, la prima fabbrica di locomotive in Polonia, ha avviato tutti i reparti il 15 febbraio e alla fine di marzo impiegava circa 1 700 persone.  La ricostruzione del danno a Śródmieście iniziò nel 1946. 
Nella Polonia del dopoguerra, Chrzanów era inizialmente la sede del distretto appartenente al voivodato di Cracovia, comprese le città di Jaworzno, Trzebinia e Krzeszowice, nonché Chełmek, Jeleń e Libiąż, che furono istituite in seguito, e le aree rurali circostanti. L'area fu divisa in seguito alla riforma amministrativa del 1975 tra i seguenti voivodati: Katowice (comprese le città di Chrzanów, Trzebinia, Libiąż, Jeleń e Jaworzno), Cracovia (Krzeszowice e Alwernia) e Bielskie (Chełmekie) ). Nonostante la forte influenza dell'Alta Slesia, gli abitanti di Chrzanów conservarono un senso di legame con Cracovia. 
Nel 1964 fu celebrato il 700 ° anniversario della città di Chrzanów. Non è chiaro oggi su quale base esattamente il 1264 sia stato adottato come data di fondazione della città. 
Il crollo della Repubblica popolare polacca divenne un'occasione per discutere del ritorno di Chrzanów nel voivodato di Cracovia. 
Dopo l'ultima riforma amministrativa nel 1999, Chrzanów si trova nel Voivodato della Piccola Polonia ed è la sede del distretto che comprende le città di Trzebinia, Libiąż e Alwernia, nonché il comune di Babice. Questo distretto è quasi due volte più piccolo rispetto a prima del 1975.

## Istruzione
- Wyższa Szkoła Przedsiębiorczości i Marketingu